# La Alberguería de Argañán
La Alberguería de Argañán (kurz: La Alberguería) ist eine kleine zentralspanische Gemeinde (municipio) in der Provinz Salamanca in der Autonomen Gemeinschaft Kastilien-León. Seit der zweiten Hälfte des 20. Jahrhunderts hat sie wie viele Gemeinden der Region einen starken Bevölkerungsrückgang erlebt. Nachdem im Jahr 1950 noch 734 Einwohner in ihr lebten, hatte sie im Jahr 2024 nur noch 98 Einwohner.

## Bevölkerungsentwicklung
| Jahr      | 1900 | 1950 | 1960 | 1970 | 1981 | 1991 | 2000 | 2018 |
| Einwohner | 557  | 734  | 721  | 582  | 436  | 321  | 258  | 116  |